# Universidad de Nuevo Brunswick
La Universidad de Nuevo Brunswick (UNB) es una universidad pública con dos campus principales ubicados en Fredericton y Saint John (Nuevo Brunswick). Es la universidad más antigua de habla inglesa en Canadá y una de las universidades públicas más antiguas de América del Norte. La UNB fue fundada por un grupo Lealista (Guerra de Independencia de los Estados Unidos) que huyó de Estados Unidos después de la Revolución Americana.
La UNB tiene dos campus principales, el campus original fundado en 1785 en Fredericton y un campus más pequeño que abrió en Saint John en 1964. Adicionalmente, hay otros dos campos satélites más pequeños, uno en Moncton y otro en Bathurst (Nuevo Brunswick). Además cuenta con oficinas en el Caribe y Pekín. La UNB ofrece más de 75 carreras en catorce facultades a nivel de pre y posgrado con un total de 11400 estudiantes en los dos campus principales. La UNB fue catalogada como la universidad más empresarial en Canadá en los premios realizados en el 2014.